# مقوا

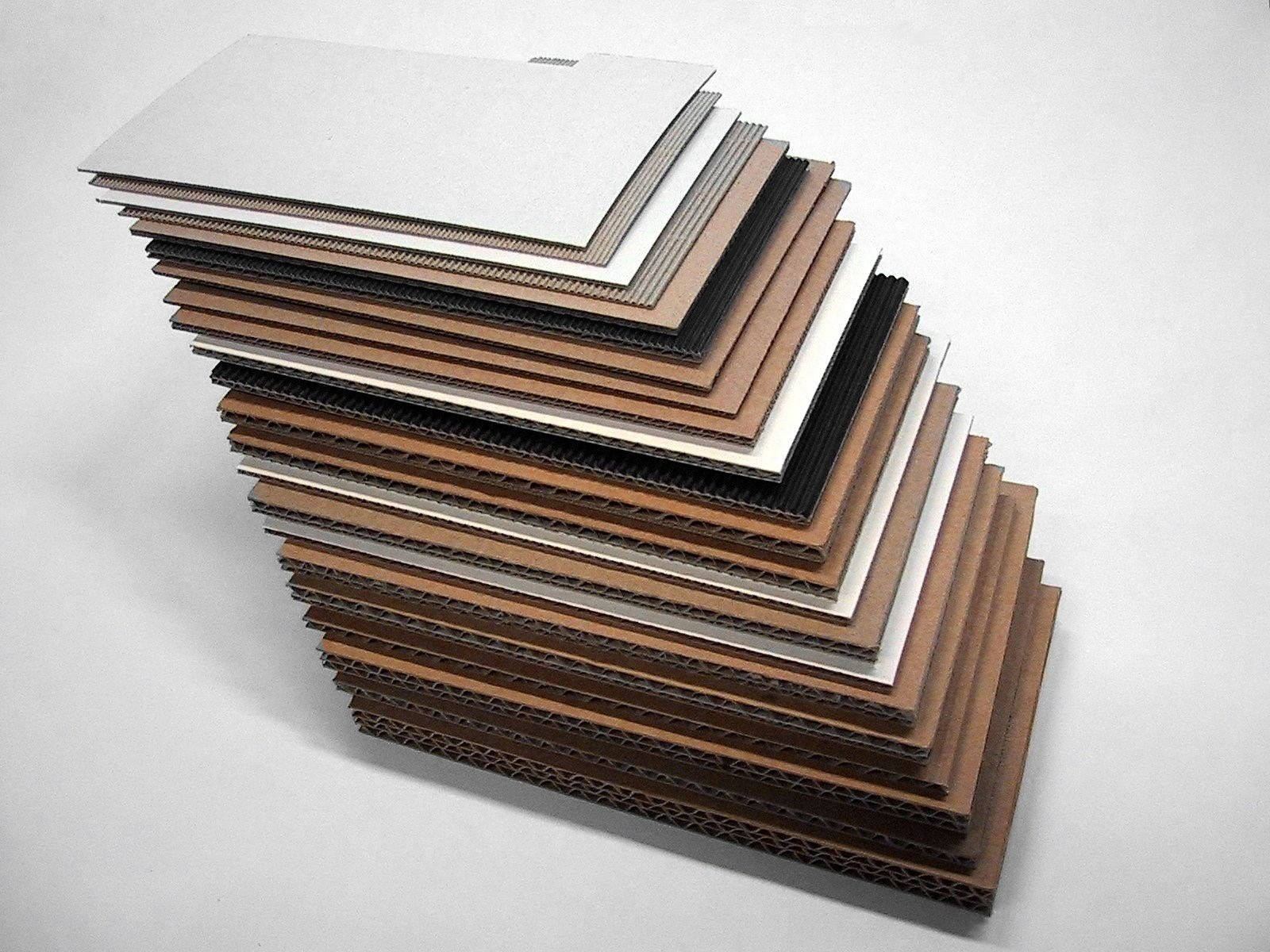
مقوا

مقوا نوعی کاغذ ضخیم است که توانایی حفظ شکل بیشتری نسبت به کاغذ عادی دارد. از آن برای بسته‌بندی، ساختن کاردستی، لوازم مصرفی با عمرِ کم و همچنین برای درزبندی و بسیاری کاربردهای دیگر استفاده می‌شود.

## استانداردها
نکات اصلی مربوط به استانداردهای مقواهای بهداشتی عبارتند از:
- تأثیر ظرف و مظروف از نظر میکروبی و شیمیایی و خطرات: با توجه به جمع‌آوری کاغذهای بازیافتی در شرایط غیربهداشتی احتمال آلودگی‌های متفاوتی وجود دارد که عمده‌ترین آن‌ها عبارتند از آلودگی‌های میکروبی و آلودگی‌های شیمیایی.
- استحکام بسته‌بندی جهت حفظ مظروف: دارای استانداردهای متنوعی است که به منظور تعیین کیفیت بسته‌بندی‌های مقوایی تدوین شده‌اند که عمده‌ترین آن‌ها عبارتند از کمینه شقی مقوا با زاویه خمش ۱۵ درجه، کمینه مقاومت به ترکیدن، جرم پایه مقوا و غیره.
- چسب مورد استفاده: با توجه به اینکه در صنعت مقواسازی از انواع نشاسته یا مخلوط‌های آن استفاده می‌شود، و چون نشاسته می‌تواند توسط ریزاندامگان به عنوان ماده غذایی استفاده شود، نظارت و کنترل کیفیت چسب و استفاده از نشاستهٔ مرغوب ضرورت دارد. همچنین می‌توان از ترکیباتی چون پلی وینیل استات و پلی وینیل الکل که افزون برداشتن قابلیت چسبندگی، از آلودگی‌های میکروبی نیز می‌تواند مانع شود، استفاده کرد.
- روکش پلی‌اتیلن: هرچند روکش پلی‌اتیلن به دلیل تصور حایل میکروبی-شیمیایی بودن ترجیح داده می‌شود، اما از نظر فودگرید (دارای درجه غذایی) بودن مورد تردید بوده و می‌توانند آلودگی‌هایی را به ماده خوراکی انتقال دهند. همچنین در فرایند تولید مقوا، ابتدا کاغذ به وسیله لایه پلی اتیلن لامینه شده و سپس با چسب به مقوا چسبانده می‌شود که این عمل باعث حفظ رطوبت مقوا و در نتیجه رشد ریزاندامگان – به‌ویژه کپک‌ها و مخمرها – و ایجاد آلودگی می‌شود. همین‌طور پلی‌اتیلن محافظ نبوده و دارای قابلیت نفوذپذیری است.
- مواد ضدعفونی مورد استفاده: با توجه به بارآلودگی اولیه کاغذهای بازیافتی، استفاده از موادضدعفونی مناسب و مخصوص این کار الزامی است. ترکیباتی مانند آهک که گاهی به عنوان مواد ضدعفونی مورد استفاده قرار می‌گیرند، علاوه بر این که وسیع الطیف نبوده ومخصوصا بر روی قارچ‌ها تأثیر چندانی ندارند با بالابردن PH باعث تخریب زنجیره‌های سلولزی و کاهش استحکام مقوا می‌گردد.
- مقواهای پشت طوسی: مقواهای پشت طوسی که استفاده از آن‌ها به خصوص در بسته‌بندی داروها معمول می‌باشد از نوع بازیافتی (خارجی) بوده و نظر به بازیافتی بودن آن‌ها و حساسیت‌های موجود در رابطه با نوع کاربری آن‌ها استفاده از آن‌ها در بسته‌بندی‌های دارویی از لحاظ قانونی ممنوع می‌باشد.